# Freistaat Sachsen-Gotha
Der Freistaat Sachsen-Gotha, anfangs auch als Republik Gotha bezeichnet, entstand nach dem Ersten Weltkrieg aus dem Herzogtum Sachsen-Coburg und Gotha. Er existierte vom November 1918 bis zum 1. Mai 1920: Mit sechs weiteren Ländern vereinigte er sich zum Land Thüringen.

## Geschichte

### Revolution 1918
Am 9. November 1918 proklamierte der Gothaer Reichstagsabgeordnete Wilhelm Bock (USPD) auf dem Gothaer Hauptmarkt die Gothaer Republik und erklärte Herzog Carl Eduard für abgesetzt. Fünf Tage später, am 14. November, hatte letztmals der gemeinschaftliche Landtag von Sachsen-Coburg und Sachsen-Gotha in Gotha eine Sitzung. Auf dieser ließ der Herzog seinen Rücktritt bekanntgeben. Abschließend löste sich der Landtag selbst auf. Die beiden ehemaligen Herzogtümer gingen getrennte Wege bei den folgenden politischen Entwicklungen. 
Der Vollzugsausschuss des Arbeiter- und Soldatenrates Gotha übernahm unter der Leitung von Otto Geithner die Zuständigkeiten des Herzogs in Gotha. Nach einer Delegiertenkonferenz der Arbeiter- und Soldatenräte am 30. November wurde die Exekutive durch drei „Volksbeauftragte für den Staat Gotha“, die mit „Staatsministerium, Die Volksbeauftragten“ zeichneten, übernommen. Dies waren Wilhelm Bock, Emil Grabow und Adolf Schauder, wobei Bock Anfang Februar zurücktrat und durch Albin Tenner ersetzt wurde. Die Staatsverwaltung leitete bis Mai 1919 der Staatsminister von Bassewitz. 

### Wahl der Landesversammlung
Am 23. Januar 1919 setzten sie den 23. Februar als Wahltag für die Landesversammlung Gothas fest. Die USPD errang dabei die absolute Mehrheit. Überschattet wurde der Wahlkampf durch die Besetzung Gothas von Reichswehreinheiten des Generals Maercker am 18. Februar 1919. Auslöser waren militärische Vorbereitungen gegen den Zusammentritt der Nationalversammlung in Weimar. Die Besetzung beantwortete die Arbeiterbewegung mit einem Generalstreik, der seinerseits einen Bürgerstreik auslöste. Am 26. März 1919 wurden die Volksbeauftragten Schauder, Grabow und Tenner als Regierungsmitglieder von der neu gewählten Landesversammlung mit 10 gegen 8 Stimmen bestätigt.
Am 12. April 1919 wurde mit dem „Staatsvertrag über die Verwaltung der gemeinschaftlichen Angelegenheiten der Freistaaten Coburg und Gotha“ die Trennung von Sachsen-Gotha und Sachsen-Coburg vollzogen. Nachdem Carl Eduard ein Abfindungsangebot in Höhe von 15 Millionen Mark für den Verlust seiner Besitztümer abgelehnt hatte, wurde am 31. Juli 1919 das „Gesetz über die Einziehung des Gothaischen Hausfideikommiß, des Lichtenberger Fideikommiß, des Ernst-Albert-Fideikommiß, der Schmalkaldener Forsten und des Hausallods“ von der Landesversammlung verabschiedet. Es war die einzige Fürstenenteignung in Deutschland und wurde später durch ein Urteil des Reichsgerichts vom 18. Juni 1925 aufgehoben. Dem „Gemeinschaftsvertrag über den Zusammenschluss der thüringischen Staaten“ wurde am 28. Mai 1919 parteiübergreifend zugestimmt. Der Beschluss über eine Verfassung nach einem Entwurf von Hermann Brill erfolgte als letzter thüringischer Staat erst am 23. Dezember 1919 mit dem „Gesetz für die vorläufige Regierungsgewalt in der Republik Gotha“, nachdem im Sommer ein erster Entwurf mit Einbindung des Rätesystems nicht in Kraft trat.

### Konflikte mit dem Reich
Aus Anlass des Kapp-Putsches im März 1920 in Berlin wurde im Freistaat Gotha von der USPD geführten Landesregierung zum Generalstreik aufgerufen. Dabei bewaffneten sich die Arbeiter und stürmten unter anderem das Gothaer Gefängnis. Als Reaktion wurde am 13. März 1920 eine Reichswehreinheit von Erfurt nach Gotha geschickt. In der Folge kam es in Gotha zu bürgerkriegsähnlichen Auseinandersetzungen mit mehr als 100 Toten, worauf sich der dezimierte Reichswehrverband am 18. März nach Erfurt zurückzog. Am 20. März wurde eine Marburger Einheit nach Gotha verlegt, die bei den Morden von Mechterstädt 15 Arbeiter zum Dorf Mechterstädt bei Gotha trieben und dort erschossen. 
Vom 26. bis 31. März folgte ein weiterer Generalstreik. Die acht Mitglieder der bürgerlichen Parteien in der Landesversammlung forderten aufgrund der Ereignisse den Rücktritt der Landesregierung und legten schließlich ihre Mandate nieder, um durch Beschlussunfähigkeit Neuwahlen zu erzwingen. Da die Landesversammlung mit den USPD-Mitgliedern weiterhin tagte, wurde wegen der verfassungswidrigen Zustände von der Opposition am 31. März eine Beschwerde an den Reichsminister des Innern gerichtet. Dies sowie der Vollzugsausschuss, dem sich die Volksbeauftragten unterstellt hatten, waren die Auslöser für die Reichsexekution gegen Sachsen-Gotha am 10. April 1920, was die Verhängung des Ausnahmezustandes, die Einsetzung des Reichsregierungskommissars Wilhelm Holle sowie später die Auflösung der Landesversammlung und Neuwahlen bedeutete.
Da die Volksbeauftragten zu keiner Zusammenarbeit mit dem Reichskommissar bereit waren, wurde durch diesen am 10. Mai 1920 mit den Staatsräten Wilharm und Muther eine Beamtenregierung eingesetzt. Bei den Neuwahlen vom 30. Mai verlor die USPD ihre Mehrheit im Landtag. Am 15. Juni wurde eine bürgerliche Landesregierung mit den Volksbeauftragten Max Heyn (Landbund), Otto Liebetrau (DDP) und Friedrich Pfeffer (DVP) gebildet.

### Übergang zum Land Thüringen
Die am 30. Mai gewählte Landesversammlung wurde aber schon am 7. Januar 1921 wieder aufgelöst, da die Abgeordneten der USPD im Juli begannen, die Sitzungen der Landesversammlung zu boykottieren und durch Niederlegung ihrer Mandate das Parlament handlungsunfähig zu machen. Am 6. März 1921 fanden die Neuwahlen jetzt zur Gebietsvertretung statt. Dabei bekam der Gothaer Heimat Bund, eine Vereinigung der bürgerlichen Parteien, wieder die Mehrheit und stellte mit Max Heyn (Landbund), Otto Liebetrau (DDP) und Johannes Rasch (DVP) die Gebietsregierung bis 30. März 1923.
Mit der Gründung des Landes Thüringen am 1. Mai 1920 hörte der Freistaat Sachsen-Gotha zwar formal auf als souveräner Bundesstaat zu bestehen, allerdings war die Gothaer Landesregierung noch bis zur Wahl der thüringischen Landesregierung am 10. November 1920 eine wichtige Einrichtung. Das „Gesetz über die Verwaltung der ehemaligen thüringischen Länder in der Übergangszeit“ vom 9. Dezember 1920 wandelte schließlich den Freistaat Gotha in einen Kommunalverband höherer Ordnung mit Gebietsvertretung und Gebietsregierung um, der am 1. April 1923 aufgehoben wurde.

## Wahl zur Gebietsvertretung
- Wahltermin: 6. März 1921
- Gesamtzahl der Sitze: 15

| Partei                                        | Prozent | Sitze |
| --------------------------------------------- | ------- | ----- |
| Gothaer Heimatbund (Landbund, DDP, DNVP, DVP) | 52,3    | 8     |
| SPD                                           | 5,4     | 1     |
| USPD                                          | 10,5    | 1     |
| KPD                                           | 31,8    | 5     |

- Gebietsregierung: Max Heyn (Landbund), Otto Liebetrau (DDP), Johannes Rasch (DVP)